# Verrucocoeloidea
Verrucocoeloidea is een geslacht van sponsdieren uit de klasse van de Hexactinellida.

## Soorten
- Verrucocoeloidea burtoni Reid, 1969
- Verrucocoeloidea liberatorii Reiswig & Dohrmann, 2014